# Elecciones parlamentarias de Seychelles de 1967
Las elecciones parlamentarias de Seychelles de 1967 tuvieron lugar en diciembre del mencionado año con el objetivo de elegir ocho escaños para la conformación de un Consejo Legislativo que representara a los habitantes de todo el archipiélago, entonces una colonia del Reino Unido. Fueron los primeras elecciones que tenían lugar bajo sufragio universal en toda la historia de las islas. Si bien todavía no se había establecido un autogobierno para la colonia, el Consejo Legislativo tendría ciertas prerrogativas y sería el primer órgano electo por los seychellenses.
Estas elecciones dejaron al descubierto, además, una marcada polarización política y social dentro de la colonia. Solo dos partidos se fundaron para disputar los escaños, mientras que hubo algunos candidatos independientes. El Partido Democrático (DP), liderado por James Mancham, una formación conservadora y derechista que promovía la continuidad de los lazos con el gobierno británico, obtuvo una estrecha victoria con el 48.94% de los votos y 4 de los 8 escaños; derrotando por tan solo 139 votos al Partido Unido del Pueblo de Seychelles (SPUP), partido independentista y izquierdista radical que exigía el cese inmediato de la colonia y el establecimiento de un estado socialista en Seychelles, obteniendo el 48.16% y 3 bancas. Un candidato independiente resultó elegido para el escaño restante, recibiendo estas candidaturas el 2.90% de los votos, que representaron 519 sufragios.
El Consejo Legislativo se mantuvo en funciones hasta noviembre de 1970, cuando se instauró un autogobierno y fue elegida una Asamblea Legislativa, que perduraría hasta la independencia en 1976.